# Jean Dabin
Jean Dabin (Liège, 9 de Julho de 1889 — Lovaina, 13 de Agosto de 1971) foi um jurista belga de renome internacional, tendo se destacado também na área de filosofia política.
Formou-se na Universidade de Liège em 1911, e conseguiu um doutorado especial em direito civil em 1920. Em 1922 abandonou a advocacia ao ser nomeado para uma cátedra da Universidade Católica de Lovaina. Através de intercâmbios, Dabin se tornou professor em várias universidades francesas. Era um professor popular, cujas aulas proferidas e cursos ministrados eram assiduamente freqüentados por estudantes interessados.
Sua estatura acadêmica foi reconhecida por títulos acadêmicos honoríficos em diversas universidades estrangeiras em que lecionou. Foi membro da Academia Real Belga e de outras sociedades honoríficas do continente, além de ter sido condecorado pela Coroa Belga.

## Obras
A maioria de seus escritos foram desenvolvidos em sua época de doutorados. Entre eles, destacam-se:
- O Poder de Apreciação do Júri (De 250 pgs., publicado na biblioteca da sociedade de estudos morais e legais de Bruxelas, Paris, 1913);
- A Política Francesa em Liège no Século XV (In: Boletim do Instituto Arqueológico de Liège, 1913);
- O Abuso do Direito e a Responsabilidade no Exercício dos Direitos (In: O Judiciário Belga, Bruxelas, 1921);
- O Pagamento com Sub-rogação (In: Revista de Direito belga, 1921);
- A Liberdade do Trabalho (In: A "Pandectas" Belga, T. CXIV);
- O Direito Privado (In: O Judiciário Belga, 1924).
- Teoria Geral de Direito, (considerada sua mais importante obra, publicada pela primeira vez em 1944, na França).